# 7th Level
7th Level – były amerykański producent i wydawca gier komputerowych z siedzibą w Dallas, w Teksasie.

## Historia
Firma powstała z inicjatywy George'a Graysona, producenta muzycznego Boba Ezrina i byłego saksofonisty zespołu Pink Floyd i Supertramp, Scotta Page'a. Ich współpraca rozpoczęła się w listopadzie 1992 r., gdy Micrografx i The Walt Tucker Group (studio produkcyjne Scotta Page'a) stworzyli spektakl The Grand Scientific Musical Theater wyreżyserowany przez Boba Ezrina. Przedsięwzięcie zaowocowało powstaniem studia 7th Level. Zespół liczący ok. 10 pracowników posiadał swoją siedzibę w przearanżowanym magazynie. Zapowiedź pierwszego z trzech tworzonych tytułów miała miejsce w październiku 1993 r. TuneLand miał mieć premierę w styczniu i stanowić początek serii interaktywnych kreskówek edukacyjnych Desktop Playground. George Grayson zrezygnował ze stanowiska dyrektora operacyjnego w Micrografx w listopadzie 1992, dążąc do realizacji swojego marzenia o zbudowaniu multimedialnego konsorcjum. W 7th Level odpowiadał za kierunek rozwojowy i zarządzanie firmą. Scott Page – za produkcję tytułów. Bob Ezrin – za techniczną ekspertyzę i oprawę dźwiękową. Studio produkcyjne mieściło się w Los Angeles.   
Pierwsza produkcja studia została wydana w styczniu 1994 r. TuneLand starring Howie Mandel zdobył liczne nagrody m.in. Top 10 Best Kids Products of the Year (przyznawane przez Entertainment Weekly). Przejęcie MetroCel Animation Studios przyczyniło się do wprowadzenia technologii cyfrowego nakładania farby i kolorowania, zasilenia zespołu o 13 pracowników, przyspieszenia czasu produkcji nowych gier i ulepszenia jakości animacji do poziomu zbliżonego do filmów pełnometrażowych. W maju 1994 podpisało 3-letnią umowę ze znanym komikiem Charlesem Fleischerem (aktorem głosowym tytułowego bohatera filmu Kto wrobił królika Rogera?), gdzie strona zadeklarowała swą pomoc w tworzeniu scenariusza i rolę narratora w produkcji The Universe According to Virgil Reality stanowiącą pierwszą część w serii, w której autor miał brać czynny udział. Opracowało system Studio 7 służący firmie do produkcji animacji dwuwymiarowej, w tworzonych przez siebie tytułach.   
Wydany w październiku 1994 Monty Python's Complete Waste of Time stanowiący zestaw minigier, wygaszaczy ekranu, tapet i ikon na system Windows zostało ciepło przyjęte przez krytyków i sprzedało się w liczbie 50 tys. egzemplarzy. 26 października 1994 studio zakończyło swoją pierwszą ofertę publiczną, gromadząc środki w wysokości 26 mln $ na dalszy rozwój. W listopadzie obwieszczono nabycie prawa na wyłączność do stworzenia gry komputerowej na podstawie Sagi o wojnie światów, kontynuacji cieszącej się mianem najlepiej sprzedającego się tytułu wszechczasów, Betrayal at Krondor studia Dynamix umowę poprzez umowę z Raymond E. Feist. Czwarty kwartał 1994 zakończył się stratą na poziomie 735 143 $. Rok 1994 zakończył się stratą (6 453 003 USD przy przychodach rzędu 4 103 046 $) uzasadnianą rozwojem firmy. George Grayson, CEO firmy wskazywał na sukces rynkowy osiągnięty przez wydane tytuły. W styczniu 1995 opublikowało publiczną ofertę, która zakończyła się sukcesem gromadząc 26 milionów $ na dalsze inwestycje. Dwa miesiące później, 7th Level nabyło Distant Thunder Entertainment, studio założone przez Todda Portera w 1994 osadzone w Dallas, opracowało zaawansowaną trójwymiarową grafikę wyświetlaną w wysokiej rozdzielczości; wraz z nią nabyto prawa do tworzonych przez nie gier, tj. G-NOME oraz The Wallet City. 7th Level i Quincy Jones-David Salzman Entertainment utworzyli joint venture QD7 na stworzenie gry Q's Jook Joint poruszającej tematykę kroniki korzeni amerykańskiej muzyki oczami i uszami producenta Quincy'ego Jonesa, poprzez kombinację animacji, archiwalnych nagrań, wywiadów, fotografii i historycznych nagrań występów. Zdecydowano o przeportowaniu kilku strategicznych tytułów, m.in. Monty Python The Waste of Time na komputery Mac i poszerzenie funkcjonalności tworzonego silnika TopGun o powyższą funkcję. Zawarto porozumienie z wytwórnią Morgan Creek Entertainment na projekt joint-venture na produkcję, co najmniej dwóch tytułów z udziałem Ace Ventury: gry przygodowej point and click z planowaną premierą na lato 1996 r, i edukacyjnej gry dla dzieci z premierą na styczeń 1997 r. We wrześniu 1995 złożyło oświadczenie do Amerykańskiej Komisji Papierów Wartościowych i Giełd ws. oferty publicznej wynoszącej 3 mln zwykłych akcji, z czego 2,5 mln zostanie wystawione bezpośrednio na sprzedaż przez 7th Level, pozostałe 500 tys. przez akcjonariuszy. Wpływy ze sprzedaży miały został przeznaczone na dalszy rozwój i spłatę zadłużenia. Sprzedaż rozpoczęto miesiąc później. Otwarto (w czerwcu) studio produkcyjne w Monachium i zawarto umowę z Disney Interactive na produkcję gry z udziałem Timona i Pumby, postaci z filmu Król Lew, z założeniem premiery na rynku krajowym w październiku 1995 i międzynarodowym wiosną 1996 r. Stanowiło ono kontynuację rozwoju marki, która w box office zebrała ponad 700 mln $, sprzedała ponad 7 mln egzemplarzy oficjalnej ścieżki dźwiękowej, ponad 400 tys. egzemplarzy The Lion King Animated StoryBook i blisko 1 mln egzemplarzy gry pod tym samym tytułem na konsolach Sega Genesis i SNES. Współpraca z Disney Interactive miała, zdaniem prezesa 7th Level George'a Graysona, "wnieść nieograniczone możliwości dla studia i niezliczone nowe sposoby na wykorzystanie autorskich systemów produkcji animacji w kreatywnych i technicznych sferach". W grudniu 1995 r. podpisano list intencyjny na przejęcie Lanpro, studia lokalizującego gry i oprogramowanie na rynki azjatyckie. Firma miała dalej kontynuować działalność jako 7th Level Asia Pacific z siedzibą w San Francisco, i rozpocząć działania na celu adaptacji tytułów. Rozważano możliwość założenia studia produkcyjnego w Japonii. W pierwszym kwartale sprzedaż ostatnio wydanych produkcji rozdzieliło się niemal po równo. Microsoft wybrało Across America i Battle Beast jako produkcje preinstalowane na płycie instalacyjnej Windows 95.

1 marca 1996 r. ogłoszono przejęcie PyroTechnix, Inc., które opracowało technologię procedowania i renderowania w czasie rzeczywistym grafiki trójwymiarowej za kwotę 3,3 mln $. 7th Level zawarło list intencyjny z kanadyjskim Future Endeavors Incorporated na publikację wszystkich tworzonych przez studio tytułów na rynki międzynarodowe, w zamian wydawca zaoferował wykorzystanie autorskiego silnika TopGun (później przemianowanego na Studio 7) i kwotę 400 000 dolarów na inwestycje; podpisało umowę (w kwietniu) z Disneyem na współprodukcję drugiej gry z serii Disney's GameBreak! na podstawie filmu Dzwonnik z Notre Damme. Oficjalnie, w maju 1996 ogłoszono zawarcie porozumienia PyroTechnix z Sony Interactive Entertainment na produkcję gier na konsolę PlayStation i udzielenie przez stronę licencji na True3D do wykorzystania w tworzonych grach (m.in. Tanarus). Uruchomiono w maju 1996 stronę Kids' World, platformę internetową skierowaną do najmłodszych opartą na autorskim silniku TopGun z udziałem postaci z produkcji 7th Level, tj. Lil' Howie, Virgil Reality. Premiera wersji beta miała się odbyć podczas targów Electronic Entertainment Expo w Los Angeles, z planowaną datą uruchomienia witryny na targach COMDEX w listopadzie. 27 czerwca zapowiedziano plany ekspansji na rynek azjatycki poprzez zawiązanie spółki joint venture z koreańskim KOLON (piętnastym co do wielkości konglomeratem działającym w branży tekstylnej, telekomunikacyjnej, chemicznej, hotelowej itp.) i Anitel (studiem animacji i postprodukcji z siedzibą w Seulu, współpracujący z 7th Level poprzez dostarczanie animacji do gier studia) zwaną 7th Level Korea. Nowy podmiot przy użyciu silnika TopGun oraz narzędzia True 3D miały tworzyć tytuły edukacyjne i rozrywkowe celem jej dalszej dystrybucji przez sieć sklepów typu convenience Lawsons (należących do KOLON) i odpowiadać za wydanie produkcji 7th Level na rynek koreański i azjatycki. Utworzenie studia pozwalało obniżyć koszty produkcji animacji dla gier 7th Level. George Grayson został uhonorowany tytułem Przedsiębiorcy Roku w kategorii Emerging Company (pl. Rozwijająca się firma) podczas 10th Annual National Competition organizowanej przez Ernst & Young. Wydawca wdrożył szeroko zakrojony plan naprawczy celem poprawy sytuacji finansowej firmy i przywrócenia zyskowności przedsięwzięcia. Odnotowano w II kwartale 1996 300% wzrost przychodów w wysokości 5 mln dolarów (względem 1,2 mln w analogicznym okresie 1995 r.), wyniki ujmowały prowizję za zwrot tytułów zwiększoną o 1 mln $, głównie za słabą sprzedaż Battle Beast, która miała zostać wycofana z półek sklepowych jesienią ustępując miejsca nowym produkcjom oraz centralizację operacji europejskich oddziałów 7th Level. Poza silnie utrzymującą się sprzedażą produkcji spod szyldu Monty Python, na wzrost przychodów przyczyniła się wstępna sprzedaż Ace Ventury i Disney's Topsy Turvy Games. Zakończenie produkcji animacji dla wydanych w 1996 r. produkcji i kontynuowanie polityki redukcji kosztów miały, w szacunkach wydawcy, przyczynić się do oszczędności rzędu 10 mln dolarów rocznie. Zgodnie ze słowami prezesa 7th Level, George'a Graysona
Zakończyliśmy znaczącą redukcję zatrudnienia na produkcji oraz racjonalizację podejścia do sprzedaży i marketingu, co od czwartego kwartału przełoży się na redukcję kosztów. Naszym celem jest utrzymanie zdolności produkcyjnych poprzez wykorzystanie zarówno narzędzi opracowanych wewnętrznie, jak i istniejących zasobów animacyjnych, a także poprawę wydajności naszych procesów produkcyjnych.
W listopadzie 1996 rozpoczął swoją działalność oddział Kids World, Inc. przejmując produkcję i marketing gier edukacyjnych (seria Great Adventure, Virgil Reality) i oprogramowania (internetowa platforma Kids World Online). W raporcie finansowym za rok 1996, 7th Level wyraziło niezadowolenie z braku wydania gier osadzonych w trójwymiarze. Zawarto umowę z Microsoftem na stworzenie czterech gier edukacyjnych z udziałem dinozaura Barneya. Pierwszy tytuł był demonstrowany podczas lutowego wydarzenia Toy Fair w Nowym Jorku; premiera tworzonych projektów była planowana na II połowę 1997 r. Sony Interactive Studios of America poszerzyło umowę (w lutym 1997) z PyroTechnix o licencję technologii True 3D na wykorzystanie jej w tworzonym projekcie BattleGround (gra wieloosobowa, gdzie gracz miał sterować czołgiem). W raporcie finansowym za pierwszy kwartał 1997 r, włodarze studia zwrócili uwagę na konieczność opracowania nowej strategii, reorganizację struktury firmy i jej zarządzania, i ustalanie dokładnych dat premiery nowych produkcji firmy, co ograniczy koszty marketingu:
„Przeszłe i obecne wyniki 7th Level odzwierciedlają potrzebę nowej strategii i skupienia się na celach finansowych. (...). Naszym zadaniem jest opracowanie i wdrożenie nowego planu strategicznego nie później niż do końca lipca 1997 r. oraz wyznaczenie i osiągnięcie celów, które pomogą zwiększyć wartość dla akcjonariuszy” – Donald Schupak, prezes 7th Level 
W 7th Level trwa poważna zmiana (...) Jesteśmy w trakcie reorganizacji Spółki i wdrożyliśmy nowy system zarządzania, który przekazuje nowy poziom uprawnień, odpowiedzialności i odpowiedzialności menedżerom operacyjnym. System ten umożliwi dokładne planowanie i ograniczanie kosztów. Jednocześnie kluczowym wymogiem naszej grupy gier jest ustalenie dokładnych harmonogramów produkcji i wydawania gier. Zapewni to, że wysiłki i wydatki marketingowe nie ulegną rozwodnieniu, ponieważ gry zostaną wprowadzone na rynek w ramach czasowych zapewniających maksymalną sprzedaż.

Jesteśmy w trakcie sprawdzania dat ukończenia i premiery tytułów znajdujących się obecnie w produkcji (...), i doszliśmy do wniosku, że zgodnie z dotychczasowymi przewidywaniami premiera Dominion nastąpi później niż w czerwcu. The Meaning of Life ukaże się w czwarty kwartał w okresie wyprzedaży świątecznej i badamy alternatywy dla Krondoru i The Gatherer - Robert Ezrin, dyrektor generalny 7th Level.
7th Level ogłosiło w sierpniu 1997 nową strategię rozwoju zakładającą rezygnację z samodzielnego wydawania gier. Miesiąc później, sprzedało prawa do gry Dominion i licencję na silnik TopGun studiu Ion Storm Dallas za kwotę 1,8 mln $. Ponadto Ion Storm zobowiązało się do opłat za wykorzystanie silnika w swoich produkcjach, z wyłączeniem Dominion i pierwszego zestawu misji do tytułu Sprzedaż praw miało pozwolić firmie uzyskać bezzwrotną zaliczkę w wysokości 1,5 mln $ na poczet przychodów ze sprzedaży detalicznej tych tytułów, z możliwością zwiększenia tej zaliczki o 250 000 dolarów w styczniu 1998 r. po osiągnięciu porozumienia przyznającego prawo do publikacji i dystrybucji kolejnego Monty Python's The Meaning of Life (poprzednie produkcje z tej serii wygenerowały ponad 7 milionów $ przychodu na całym świecie). Trwały zaawansowane negocjacje dotyczące sprzedaży oddziału PyroTechnix i tworzonego przez nich Return to Krondor. Zamknięto biura odpowiedzialne za dystrybucję i lokalizację w Niemczech, Japonii i Kalifornii. W międzyczasie, studio produkowało animację i odpowiadało za technologię dla Bandai Digital Technology dla filmów z udziałem Tamagotchi z przeznaczeniem na użytek domowy planowanych na wczesny 1998 r. Firma chwaliła się krótszym czasem i ograniczeniem kosztów produkcji przy produkcji gier z udziałem Tamagotchi w porównaniu do produkcji samodzielnej gry - zasługę za osiągnięty sukces upatrywano w stosowanej przez studio technologii i jej zdolności wykorzystywania tych samych zasobów. Udzieliło licencji na silnik TopGun w ActiMates Platform Software Development Kit od Microsoftu. Oficjalnie, 17 listopada 1997 7th Level ogłosiło zamiar mariażu z Pulse Entertainment (twórcami gry Bad Mojo) i powstaniem nowego podmiotu, P7 Solutions. Profilem działalności P7 Solutions stałoby się dostarczaniu zintegrowanych rozwiązań oraz narzędzi i technologii nowej generacji dla tworzenie i dostarczanie interaktywnych mediów cyfrowych, ze szczególnym uwzględnieniem aplikacji on-line i przeglądarkowych. 7th Level miało posiadać 40% udziałów z możliwością wykupu dodatkowych 10% przy kwocie 110 milionów $. Oficjalnie, 8 grudnia 1997 =. 7th Level sprzedało studio PyroTechnix wraz z tworzoną grą Betrayal at Krondor. 
Mariaż zakończył się fiaskiem w kwietniu 1998 r. W ciągu ostatnich trzech lat, 7th Level straciło 61,5 mln $. W tym samym miesiącu, 7th Level ogłosiło zawarcie umowy z WaveTop, jednostką biznesową WavePhore, która miała odpowiadać za sprzedaż swoim reklamodawcom i dostawcom treści zawierających technologię animacji postaci od 7th Level, aby umożliwić tym partnerom tworzenie wysoce interaktywnych, bogatych w multimedia reklam i treści. Dzięki łatwym w użyciu narzędziom do przygotowywania "inteligentnych agentów" 7th Level, klienci WaveTop będą mogli szybko dostosowywać reklamy i treści. WaveTop dostarczało treści internetowe dla użytkowników komputerów osobistych w 50 głównych rynkach włącznie z 2/3 amerykańskich gospodarstw domowych. W lutym 1999 połączyło się ze Street Technologies, tworząc 7th Street (uruchomiono serwis tutorials.com). W 2002 dokonano mariażu ze Learn.com. Oracle Corporation nabyło Learn.com w 2012 r.   
Kilku byłych pracowników 7th Level założyło nowe studio, Rapture Technologies.  

## Wyprodukowane gry
| Tytuł                                                 | Rok wydania               | Producent                                                                       | Wydawca                                          | Platforma                                             | Uwagi |
| ----------------------------------------------------- | ------------------------- | ------------------------------------------------------------------------------- | ------------------------------------------------ | ----------------------------------------------------- | --- |
| TuneLand starring Howie Mandel (Great Word Adventure) | styczeń 1994              | 7th Level                                                                       | 7th Level                                        | Microsoft Windows                                     | Zapoczątkowało serię edukacyjnych gier muzycznych Great Adventure z Howie Mandelem w roli głównej, Tytuł został oficjalnie zapowiedziany 12 lipca 1995 r. Główną grupą odbiorców były dzieci w wieku 6-9 lat, stanowiąc kontynuację TuneLand celującym w grupę przedszkolną. Młodzi gracze mogli uczyć się języka, rozpoznawać litery, rymy, słowa, recytować alfabet poprzez zabawę. Zdaniem CEO 7th Level, George'a Graysona, The Great Word Adventure miał zrewolucjonizować proces edukacji, który w następnej dekadzie zakładał przejście na drogę cyfrową z racji na stały rozwój komputerów. Uzyskał pięć gwiazdek w magazynie Multimedia World, co było uznane za osiągnięcie z uwagi na zaledwie dwa tytuły które mogły pochwalić się podobną oceną. Produkcja była powszechnie chwalona za jakość animacji i oprawę dźwiękową. |
| Monty Python's Complete Waste of Time                 | 4 października 1994       | 7th Level                                                                       | 7th Level                                        | Microsoft Windows; Macintosh                          | W ciągu 2 miesięcy od premiery sprzedaż przekroczyła 50 tys. egzemplarzy. Zwyciężyło w kategorii "Najlepsza strategia", otrzymując nagrodę Codie Award pzyznawaną przez Software Publisher Association. pokonując, m.in. Sid Meier's Colonization i X-Com: UFO Defense (MicroProse); BreakThru (Spectrum Holobyte) Zakładana premiera portu na Mac w III kwartale 1995 r. |
| Take Your Best Shot                                   | luty 1995                 | 7th Level                                                                       | 7th Level                                        | Microsoft Windows; Windows 3.x; Windows 95            | Produkcja stanowiła pierwszy tytuł w serii 7th Level Arcade Series. Promowano liczbą animacji wykonanych przez animatora Billa Plymptona. Zgromadził ponad 25 tys. zamówień od czasu premiery w lutym. |
| Battle Beast                                          | sierpień 1995             | 7th Level                                                                       | 7th Level                                        | Windows 3.x; Windows 95                               | Druga produkcja sygnowana serią 7th Level Arcade Series . Zakładana premiera w III kwartale 1995 r. Zainteresowanie grą przed premierą 19 sierpnia przewyższało zainteresowanie poprzednimi produkcjami wydawcy. W ramach kampanii promocyjnej, do wybranych sklepów dostarczono dziesięć tysięcy darmowych kopii gry, zaś 100 tysięcy darmowych wersji demonstracyjnych czekało w lokalnych sieciach detalicznych. Dostarczono do sklepów ponad 50 tys. egzemplarzy. Na 1 kwartał 1996 r. zaplanowano port na komputery Mac.Początkowe wysokie zainteresowanie stopniało, przyczyniając się do podjęcia decyzji o wycofaniu gry ze sklepów jesienią 1996 r. |
| Peter & The Wolf                                      | 1995                      | 7th Level                                                                       | 7th Level                                        | Windows                                               | Premiera w 1995 r |
| The Great Word Adventure                              | 1995                      | 7th Level                                                                       | 7th Level                                        | Windows 3.x; Windows 95                               | Druga odsłona serii Great Adventure. Zakładana premiera w IV kwartale 1995 r., w październiku. Podobnie jak poprzednie produkcje studia, tytuł mógł się pochwalić ponad 10 tys. klatek animacji i wysoką jakością animacji. |
| Timon & Pumbaa's Jungle Games                         | listopad 1995             | 7th Level                                                                       | Disney Interactive                               | Windows 3.x; Windows 95                               | Współpraca opierała się na ścisłym współdziałaniu artystów i producentów z Disneya z zespołem produkcyjnym 7th Level, aby dostarczyć wypełnioną wartką akcją produkcję o wysokiej jakości grafiki. Planowana data premiery wydawanej przez Disney Interactive gry z Timonem i Pumbą została planowana na listopad 1995 (USA) i wiosną 1996 (międzynarodowe rynki). Zakładana premiera w IV kwartale 1995 r. Zdobył 2 miejsce na najlepszy tytuł familijny na święta 1995 r, sprzedając się w lliczbie 175 000 egzemplarzy (do kwietnia 1996 r). Na 1 kwartał 1996 r. zaplanowano port na komputery Mac. |
| Arcade America                                        | luty 1996                 | 7th Level                                                                       | 7th Level                                        | Windows 3.x; Windows 95                               | Trzecia pozycja w serii 7th Level Arcade Series. Zakładana premiera w IV kwartale 1995 r. Na 1 kwartał 1996 r. zaplanowano port na komputery Mac. Chwalono się zawarciem 10 tys. klatek animacji o jakości filmu pełnometrażowego. Premiera nastąpiła w styczniu 1996 (miesiąc później, w lutym 1996 premiera wersji na Mac). Stanowiła grę przygodową utrzymaną w stylistyce platformówki i w komediowym tonie. |
| TopGun                                                | 1996                      | 7th Level                                                                       | 7th Level                                        | Windows 95; Macintosh                                 | Silnik opracowany przez 7th Level kompatybilny ze Windows 95 i Macintosh. Zakładana premiera w 1996 r. Wedle słów George'a Graysona, komercjalizacja silnika TopGun "(...) ma umożliwić rozwój nowej generacji inteligentnych interaktywnych produktów multimedialnych dla systemów Windows 95 i Macintosh. Wierzymy, że otworzy to nowe rynki dla twórców szerokiej gamy oprogramowania, aplikacji i ulepszeń zwiększających produktywność, w taki sam sposób, w jaki TopGun otwiera przed nami dziś nowe rynki w kategoriach gier zręcznościowych, edukacji, edukacji i strategii.". Dalsze prace nad silnikiem polegały m.in. na poszerzeniu funkcjonalności o wsparcie tworzenia multimediów celem ich odtwarzania w Internecie. W listopadzie 1997 zapowiedziano udzielenie licencji na silnik TopGun do wykorzystania w zestawie narzędzi programistycznych Microsoftu, ActiMates implementujących oprogramowanie do zabawek z serii o tej samej nazwie. |
| Monty Python and the Quest for the Holy Grail         | czerwiec 1996             | 7th Level                                                                       | 7th Level                                        | Windows 95; Macintosh                                 | Zakładana roboczo wówczas tytułowanego Holy Grail premiera w 1996 r. Reklamowano zawarciem nie pojawiającej się w filmie sceny King Brian of Wild, minigier Drop Dead, Catch the Cow, Burn the Witch. Członkowie trupy Monty Python (Eric Idle, Terry Gilliam, Michael Palin i Terry Jones) nagrali nowe linie dialogowe. Eric Idle był współproducentem wykonawczym tytułu. Zapowiedziano wersję ekskluzywną Monty Python and the Quest for the Holy Grail z podtytułem Special Signature Edition. Ręcznie wykonane, bogato ilustrowane pudełko z płytą zawierającym autografy każdego z członków Monty Python, o limitowanej podaży było sprzedawane ekskluzywnie w sieciach Babbages, Best Buy, CompUSA, Computer City i Software Etc. Start sprzedaży w czerwcu. Wstępna sprzedaż, w ocenie wydawcy, była określana mianem znakomitej. Informacje sprzedaży z rynku amerykańskiego i Wielkiej Brytanii wykazywały najlepiej sprzedający się tytuł 7th Level w dniu premiery. Dotychczasowe gry z tej serii cieszyły się dużą popularnością w USA i na międzynarodowym rynku. Port na komputery Macintosh wydano 20 sierpnia 1996 r. Do lutego 1997 sprzedano 190 tys. egzemplarzy. Gra została okrzyknięta numerem 1 w kategorii Produkt Multimedialny Roku przez czasopismo Entertainment Weekly. |
| Tracer                                                | 25 czerwca 1996           | Future Endeavors, Inc of Canada (alternatywnie Future Endeavors, Inc of Ottawa) | 7th Level                                        | Windows 95                                            | Był to pierwszy owoc współpracy 7th Level z kanadyjskim Future Endeavors po podpisaniu listu intencyjnego na wydanie wszystkich tworzonych przez zespół tytułów. Produkcja oferowała 50 poziomów, gdzie jeden z czterech dostępnych do wyboru hakerów musi przerwać atak groźnego wirusa Tracer poprzez dogłębne wnikanie do rdzenia komputera, dopasowując kamienie do koloru i układając ścieżkę. W trybie wielosobowym mogło grać do 8 graczy przez sieć. Usytuowanie kamery z poziomu trzeciej osoby, miało pozwolić graczowi dostosować kąt wedle uznania. Najlepsze pościgi mogły zostać uwiecznione poprzez wbudowany system powtórek. Nowe poziomy mogły być tworzone przez graczy za pomocą edytora poziomów. Planowana premiera - czerwiec 1996 r. |
| Gamebreak! Topsy Turvey Games                         | sierpień 1996             | 7th Level                                                                       | Disney Interactive                               | Windows 95                                            | Wsparty finansowo przez Disney Interactive projekt powstał w ramach zawartej w kwietniu 1996 r. umowy na współtworzenie gry z udziałem bohaterów filmu Dzwonnik z Notre Dame. Prace zakończyły się w lipcu 1996 r. Finalny produkt zawierał pięć gier, zarówno dla pojedynczego graczy, jak i rozgrywki wieloosobowej. |
| Ace Ventura: The CD-ROM Game                          | wrzesień/październik 1996 | 7th Level                                                                       | 7th Level                                        | Windows 95; Windows 3.x; Macintosh                    | W ramach akcji promocyjnej zorganizowano konkurs internetowy Crack the Case with Ace podczas majowych targów E3 1996. Uczestnicy rejestrowali się na stronie internetowej 7th Level i wchodzili na osiem witryn internetowych, gdzie poszukiwali ikony Ace'a na każdej z uczestniczących stron. Wśród nagród były piłki NFL z autografem zawodników Detroit Lions - Hermana Moore'a i Scotta Mitchella, koszulka sportowa (dżersej) NFL z autografem Barry'ego Sandersa, kompletna biblioteka tytułów wydawcy, kopie filmu Ace Ventura i ścieżka dźwiękowa filmu Ace Ventura: Zew natury, kurtka Happy Puppy Bomber, paczka Adopt-A-Bear i długopis "I Could Be Doing This On My Computer" ("Mógłbym to zrobić na swoim komputerze") od CompUSA. Zakładana premiera gry - sierpień 1996 r. Planowana data premiery - wrzesień 1996 r, Rozważano port na komputery Mac. |
| The Universe According to Virgil Reality              | listopad 1996             | 7th Level                                                                       | 7th Level                                        | Windows 3.x; Windows 95                               | Zakładana premiera (pod roboczym tytułem - Virgil Reality) w 1996 r. Rozważano port na komputery Mac.. |
| The Great Math Adventure starring Howie Mandell       | listopad 1996             | Kids World, Inc.                                                                | 7th Level                                        | Windows 95; Macintosh                                 | Oficjalna zapowiedź produkcji miała miejsce 17 maja 1996 i stanowiła kolejną produkcję z cyklu Lil'Howie Fun House/Great Adventure przeznaczoną dla dzieci w wieku 6-9 lat. Promowano telewizyjną jakością animacji sygnowanej nazwiskiem wielokrotnie nagradzanego animatora Don Bluth Studios, Dana Kuenstera. Planowana premiera w październiku z przeznaczeniem na systemy Windows 3.1 i Windows 95. |
| The Great Reading Adventure starring Howie Mandel     | grudzień 1996             | Kids World, Inc.                                                                | 7th Level                                        | Windows 3.x; Windows 95                               | Premiera w grudniu 1996 r. Pierwsza produkcja sygnowana szyldem oddziału Kids World, Inc. Rozważano port na komputery Mac. |
| Barney Under The Sea                                  | 1997                      | 7th Level                                                                       | 7th Level Microsoft                              | Windows NT Windows 95                                 | Wchodziły w skłąd Microsoft Actimates Barney. Proces produkcyjny trwał 7 miesięcy |
| Barney Goes to the Circus                             | 1997                      | 7th Level                                                                       | 7th Level Microsoft                              | Windows NT Windows 95                                 | Wchodziły w skłąd Microsoft Actimates Barney. Proces produkcyjny trwał 7 miesięcy |
| Barney's Fun on Imagination Island                    | 1997                      | 7th Level                                                                       | 7th Level Microsoft                              | Windows NT Windows 95                                 | Wchodziły w skłąd Microsoft Actimates Barney. Proces produkcyjny trwał 7 miesięcy |
| Fun on the Farm with Barney                           | 1997                      | 7th Level                                                                       | 7th Level Microsoft                              | Windows NT Windows 95                                 | Wchodziły w skłąd Microsoft Actimates Barney. Proces produkcyjny trwał 7 miesięcy |
| G-Nome                                                | luty 1997                 | Digital Thunder Entertainment                                                   | 7th Level                                        | Windows 95; Macintosh                                 | Planowana premiera w 1996 r. Interaktywne demo miało być dostępne od 16 sierpnia 1996 r. Tytuł był tworzony z myślą o wymagających wyzwania graczach, oddano do dyspozycji ponad 20 misji w trybie kampanii i grę wieloosobową przez sieć i Internet do 8 graczy. Premiera w lutym 1997 r. |
| HeliCOPS                                              | 28 marca 1997             | Paragon Visual Systems T.E.N Laboratory                                         | 7th Level                                        | Windows 95                                            | W październiku 1996 7th Level w porozumieniu z japońskim Technology Edutainment Network Laboratory Co. Ltd. (T.E.N Laboratory) odpowiedzialnym za publikację produkcji na rynku japońskim. Projekty postaci zostały stworzone przez Toei Animation Udostępniono wersję demonstracyjną w postaci jednej misji na stronie internetowej wydawcy; premierę wersji shareware na półkach sklepowych planowano na listopad. W jej skład wchodziły trzy misje z możliwością pobrania czwartej z Internetu. Premiera gry została ustalona na kwiecień 1997 r. Gra osadzona w trójwymiarze, strzelanka z walką samolotów, miała premiera 28 marca 1997 r. |
| Tamagotchi Virtual Pets                               | wrzesień 1997             | 7th Level                                                                       | 7th Level Bandai Digital Entertainment Microsoft | Active Channel/Active Desktop (Internet Explorer 4.0) | 7th Level we współpracy z Microsoftem i Bandai Digital Entertainment zaimplementowało postacie z marki Tamagotchi na platformie Active Channel w przeglądarce Internet Explorer 4.0 z użyciem silnika TopGun Dynamic HTML i webcasting CDF. Każdy użytkownik mógł uzyskać dostęp do Desktop Tamagotchi, którego mógł rozwijać i opiekować na własnym komputerze. Każde Tamagotchi okazjonalnie musiało połączyć się z Internetem i otrzymywać codzienne dodatki z rodzinnej planety. Codzienne aktualizacje aktywności i zadań Tamagotchi mogły zawierać dodatki, w tym krótkie scenki, kreskówki Tamagotchi Toons. |
| Monty Python's The Meaning of Life                    | grudzień 1997             | 7th Level                                                                       | 7th Level                                        | Microsoft Windows                                     | Przewidywana, pierwotna premiera była określana na IV kwartał 1997 na okres świąteczny. 5 listopada produkcja weszła w status "złoty" |

## Inne projekty

### PythOnline (6 lipca 1996)[87]
Wdrożono również stronę PythOnline.com promowaną jako pierwszą stronę posiadającą oficjalną akceptację i udział członków Monty Python (w tym Erica Idle'a jako "duchowego" przewodniczącego projektu). Poza zawarciem skeczy grupy, postaci, klipów filmowych i muzyki, zapowiadano umieszczenie całkowicie nowych materiałów i ciekawostek, w tym tych nigdy oficjalnie nie opublikowanych, oraz sklep z gadżetami z możliwością indywidualnej personalizacji nowych przedmiotów. Każdy odwiedzający witrynę ma możliwość dołączenia do tzw. Spam Clubu, gdzie zostaje powiadomiony z aktualnymi informacjami ze świata Monty Python, o nowych projektach i uzyskania dostępu do sekretnej przestrzeni niedostępnej dla regularnego użytkownika, publiki. Start witryny przewidywany w czerwcu 1996 r.

### Kids' World Online (18 listopada 1996 r)
Platforma internetowa oparta na silniku TopGun. Zawierała gry, zagadki, łamigłówki i inne aktywności umysłowe dla dzieci w wieku 6-12 lat z dziedziny matematyki, języka, czytania i prostych eksperymentów chemicznych, z możliwością ich wydruku. Wersja beta zawierała 4 gry (Tic-Tac-Toe; Concentration; Slider Puzzles; BeeBop) z dalszą deklaracją rozwoju i wsparcia. Użytkownicy platformy mogli wysyłać elektroniczne kartki życzeniowe z modyfikowalną treścią do przyjaciół i rodziny z wykorzyy=staniem dostępnych na platformie szablonów. Do dyspozycji udostępniono okno konwersacyjne (chat), gdzie dzieci mogły zadawać pytania do Lil' Howiego i Virgila Reality, lub rozmawiać z innymi użytkownikami platformy. Okno dyskusyjne było moderowane przez programistów 7th Level w celu zapewnienia bezpieczeństwa treści czatu. Za cel wydawca postawił stworzenie poczucia interaktywnej telewizji. Zawartość strony miała być przesyłana z serweera, choć była możliwość dostępu do platformy bez wykorzystania wtyczek powiązanych z silnikiem napędzającym kilka tytułów z biblioteki Kids World. Platforma miała wspierać liczne języki, profile edukacyjne dla rodziców i nauczycieli, aby śledzić i rozwijać progres osiągany przez dzieci. Podczas startu platormy 18 listopada do dyspozycji oddano minigry oparte na serii Great Adventure, tj. Blasteroids, The Fishing Game, The Stink Gun Game, Rocket Raiders, Brain Bang, Space Hunter, Wormhole; aktywności w postaci tablicy Drawing Board, Calendar, Clock i Message Center. Witryna uruchamiała się na systemach Windows 95 , wersja na komputery Macintosh została zaplanowana na koniec I kwartału 1997 r. Do marca 1997 zakładano I fazę rozwoju witryny w postaci zawarcia dwóch dodatkowych gier i aktywności, monitorowane pokoje rozmów z funkcją zamiany tekstu na mowę, centrum wiadomości umożliwiające wysyłanie i odbieranie wiadomości e-mail w formie tekstu, personalny organizer zawierający kalendarz, zegar z funkcją alarmu. Udostępniono aktywności w postaci The Manny Moose and Drippy Duck Joke Show, gdzie użytkownik mógł posłuchać żartów, z opcją ich oceny i publikacji nowych; poszukiwania dowcipów umożliwiała The Library of Jokes for All Occassions. Postać Profesora Virgila Reality z gry The Universe According to Virgil Reality pozwalał odkrywać poprzez eksperymenty świat nauki.  

## Nieukończone i anulowane projekty

### Nieukończone projekty
Projekty, które kompletacji doczekały się po sprzedaży
| Tytuł                                          | Rok             | Producent                  | Wydawca                      | Platforma             | Uwagi |
| ---------------------------------------------- | --------------- | -------------------------- | ---------------------------- | --------------------- | --- |
| Dominion (później Dominion: Storm Over Gift 3) | czerwiec 1998   | 7th Level Ion Storm Dallas | Eidos Interactive            | Microsoft Windows     | Przejęcie projektu zostało oficjalnie ogłoszone 10 września 1997 r. Wraz ze przemianowaniem na Dominion Storm, studio Ion Storm ze projektantami Toddem Porterem i Jerrym Flahertym na czele uzyskali prawa wykorzystania silnika TopGun do ukończenia gry i planowanego pierwszego zestawu misji. Tytuł miał w założeniach pochwalić się 95 tys. klatek prerenderowanej animacji, intuicyjną sztuczną inteligencją, militarną hierarchią jednostek i ponad 40 misjami do ukończenia przez wymagających wyzwań graczy. |
| Raymond E. Feist Return to Krondor             | listopad 1998 r | PyroTechnix                | Sierra Studios               | Windows 95; Macintosh | Sprzedaż Betrayal of Krondor nie była zadowalająca dla Sierry, wydawcy gry. Prawa do marki zostały odsprzedane autorowi, Raymondowi Feistowi. Dopiero reedycja gry na płyty CD okazała się cieszy ćsporą popularnością. Licencję na stworzenie gry Raymond Feist sprzedał 7th Level. Studio podjęło się produkcji kontynuacji zwanej Return to Krondor. We współpracy z autorem, stworzono nowy zestaw postaci i opracowano nowy interfejs. Produkcja cieszyła się postaciami stworzonymi z poligonów osadzonymi w trójwymiarowym środowisku i dwuwymiarowymi tłami. Historia została podzielona na rozdziały, płynny interfejs i interakcje z otoczeniem, obiektami. Sierra rozpoczęła pracę nad własnym RPG nie używającym licencji na Sagę o wojnie światów, zatrudniając nowy zespół produkcyjny, kopiując system walki z Betrayal at Krondor, zastępując nowym zestawem postaci i obiektów, naprawiając problemy poprzednika (dźwięk i grafikę) i implementując nowy system magii. Tytuł nosił roboczą nazwę Antara. Zakładana premiera w 1996 r, w listopadzie. |
| Tamagotchi Video Adventures                    | listopad 1998 r | 7th Level                  | Bandai Digital Entertainment | VHS                   | Projekt został zapowiedziany 3 listopada 1997 r. Studio ogłosiło produkcję, zapewnienie animacji i zaplecza technologicznego dla trzeciego tytułu spod szyldu Tamagotchi z przeznaczeniem do dystrybucji kasetowej/domowej z planowaną premierą wczesnym 1998 r. Za reżyserię odpowiadał Dan Kuenster. Tytuł miał zawierać wszystkie ówczesne postacie z Tamagotchi z misją na planecie Ziemia. |

### Anulowane gry
W planach wydawniczych 7th Level stosowało celem identyfikacji roboczych projektów z serii Great Adventure/Lil' Howie, Virgil Reality itp. nazwy pokroju "Howie", "Virgil", "Infinity" z cyfrą rzymską. W tabeli ujęto produkcje o pełnym tytule.  
| Tytuł                                              | Rok                            | Producent   | Wydawca          | Platforma                          | Uwagi |
| -------------------------------------------------- | ------------------------------ | ----------- | ---------------- | ---------------------------------- | --- |
| Shark Boy                                          | 1996                           | 7th Level   | brak             | Windows 3.x; Windows 95; Macintosh | Zakładana premiera w 1996 r. Pozycjonowany w serii 7th Level Arcade. W maju zapowiedziano Cold Blooded, grę akcji tworzoną przez 7th Level. W świecie połowicznie sponiewieranym wskutek walk między bóstwami, gracz wcielał się w rolę Finna, zimnokrwistego, bezwzględnego wojownika, który musi wypełnić swoje bohaterskie przeznaczenie, ocalić Wszechświat od anihilacji. Głosu Finnowi miał podkładać Bruce Campbell. Lokacje wlicza ruiny Los Angeles, nuklearne pole rakietowe, the Marinas Trench i pustkowie prehistoryczne. Zadaniem gracza jest odzyskanie Łzy Bogów. Gracz miał sterować postaciami w trójwymiarowym środowisku w czasie rzeczywistym, prowadzić bitwy morskie i eksplorować podwodny świat. Gra miała działać natywnie na Windows 96. Wymagający charakter rozgrywki miał łączyć sekwencje platformówkowe, sekwencje akcji i kompleksowe zagadki. Sekwencje osadzone w trójwymiarowej grafice charakteryzować szybką arcadową akcją, gdzie ważny jest refleks i logiczne myślenie. Scenerie miały być dwuwymiarowe. Planowana premiera - grudzień 1996 r. Wstępna zapowiedź miała zostać zaprezentowana podczad targów E3 w maju . |
| Neutral Zone                                       | 1996                           | 7th Level   | brak             | Windows                            | Zakładana premiera w 1996 r. |
| Q's Jook Joint                                     | 1996                           | 7th Level   | brak             | Windows 95; Macintosh              | Tytuł miał zawierać odnośnik do strony internetowej QD7, gdzie użytkownik mógł odsłuchać i uzyskać informację na temat różnych gatunków muzycznych. Zakładana premiera w 1996 r. Przesunięta na 1997 r. |
| Decimals & Dragons                                 | 1996                           | 7th Level   | brak             | Windows 95; Macintosh              | Zakładana premiera w 1997 r |
| adaptacja Zamieci                                  | zapowiedź w maju 1996 r.       | PyroTechnix | Viacom New Media | Windows 95                         | PyroTechnix zawarło umowę z Viacom New Media na stworzenie trójwymiarowej gry w czasie rzeczywistym na system Windows 95. Miał być oparty na bestsellerowej powieści Zamieć (powieść Neala Stephensona) i stworzony z użyciem silnika True3D. Wstępna zapowiedź miała zostać ujawniona podczas wydarzenia Snowcrash Thursday na targach E3. Zakładana premiera w lecie. |
| The Ace Ventura Activity Center                    | zapowiedź we wrześniu 1996 r   | 7th Level   | brak             | Microsoft Windows                  | Zapowiedź tytułu we wrześniu 1996 r. z przeznaczeniem dla dzieci powyżej 5 roku życia. Miało zawierać klipy z serialowej adaptacji Ace'a Ventury i oferować 6 minigier: Animal Concentration stanowiący test na pamięć; Animal Construction Kit stanowił kreator umożliwiający tworzenie prawdziwych i wymyślonych zwierząt; w Follow the Leader główny bohater musiał podążać za swoim towarzyszem Spikiem przeskakując ze skały na skałę w sadzawce; Save the Animal pozwalał budować mosty i wieże, aby umożliwić Ace'owi uratowanie zwierząt; w Maze Ace odnajduje i wyprowadza zagubione zwierzęta, przemierzając labirynt w starożytnej piramidzie, na trudniejszych poziomach ścieżka za każdym razem ulegała zmianie, w Karaoke Barn gracz dopasowywał odgłosy zwierząt do ich właścicieli, każda poprawna odpowiedź wynagradzała chórem złożonym ze zjednoczonych zwierząt. Produkcja miała oferować dodatki do wydruku w postaci identyfikatorów, listę kontrolną Animal Watch, wizytówki, pakiet przebrań oraz oficjalny słownik i książkę adresową Ace'a Ventury. Dzieci mogły również wydrukować artykuły piśmiennicze, ulotki, kalendarze, pocztówki, kartki z pozdrowieniami i pomieszane historie do wykorzystania z arkuszami dekodera, które można również wydrukować z gry. |
| The Great Science Adventure starring Howie Mandel  | zapowiedź w listopadzie 1996 r | Kids' World | 7th Level        | Microsoft Windows                  | |
| The Great Thinking Adventure starring Howie Mandel | zapowiedź w listopadzie 1996 r | Kids' World | 7th Level        | Microsoft Windows                  | |
| The Gatherer                                       | prezentacja w sierpniu 1997 r  | 7th Level   | brak             | Microsoft Windows                  | Producent określał ją jako hybrydę rozgrywki Quake'a z pięknem i urodą Tomb Raidera. Gracz wcielał się w duszę, która musi uzyskać absolucję (rozgrzeszenie) i uciec z Piekła poprzez schwytanie 10 demonów, które rozpierzchły się po kilku lokacjach w różnych erach czasowych. Akcja miała się toczyć w pięciu światach, m.in. w starożytnym Egipcie, czasach krucjat, Wietnamie i w kosmicznych koloniach w przyszłości. Tytuł oferował widok "z oczu bohatera" oraz z perspektywy. W chwili prezentacji gra nie posiadała faktycznej rozgrywki, prezentując animację bohatera. Przyszłe losy produkcji po rezygnacji 7th Level z działalności w branży growej, są nieznane. |